# Alfred Benlloch Llorach
Alfred Benlloch Llorach (Barcelona, 17 de octubre de 1917-Ibiza, 8 de mayo de 2013) fue un inventor español con más de cien patentes de invención registradas en diferentes ámbitos y uno de los pioneros del primer servicio de transfusión de sangre del mundo, creado bajo las órdenes de Frederic Durán Jordà durante la Guerra Civil Española. También desarrolló trabajos pioneros sobre predicción de tiro, ósmosis inversa, equipos de transfusión, termoformado de madera, energía solar, y en sus últimos años sobre física teórica.

## Biografía
Nació en Barcelona el 17 de octubre de 1917, en la Ronda de San Pau 51, hijo de Arturo Benlloch Ibáñez y Elvira Llorach Papasseit, muriendo su madre el 28 de octubre de 1918, debido a la llamada gripe española junto con una hermana non nata. Su padre era un importante fabricante de muebles, que había vivido un largo tiempo en Francia, y tenía ideas liberales y sociales avanzadas para la época, favoreciendo desde el principio el interés mostrado por la ciencia del joven Alfred. Entre otras cosas le permite instalar un laboratorio químico en su casa donde hace experimentos en diferentes campos. A los once años ya era un gran aficionado a observar preparaciones en el microscopio y muestra pasión por la física, la química, la mineralogía y la mecánica.
Alfred Benlloch después de estudiar con un preceptor particular ingresó en el Liceo Francés de Barcelona donde cursó los estudios primarios y el “bachot” (bachillerato). Después tuvo que hacer tres cursos de Bachillerato español en un año y medio, ya que no había convalidación de estudios en aquella época. Cuando se estaba preparando la entrada a la universidad, comenzó la Guerra Civil.

## El Servicio de Transfusión de Barcelona
Cuando estalló la Guerra Civil tenía solo dieciocho años, pero con una sólida formación. Se entrevistó con el Dr Frederic Durán Jordà por mediación de un amigo común.
«Después de una corta conversación, me llevó al, entonces, Hospital núm. 18, y enseñándome unas pequeñas dependencias alojadas sobre la Morgue del Hospital, me dijo: "‘Nano’, esto tiene que ser un laboratorio de análisis clínicos para el Hospital. ¡Tú mismo! Tienes tres días para hacerlo. Si necesitas ayuda, me avisas"».
Se inició una actividad febril a principios de agosto que hace posible que se enviará la primera remesa de siete litros de sangre a los hospitales del frente de Aragón a mediados de septiembre.
Alfred Benlloch se encarga de diseñar diversos aparatos para facilitar el trabajo. Colaboró en investigaciones sobre sangre, así como en la obtención de productos que en ese momento no existían en el mercado, antígenos y vacunas. Consiguió un reactivo para sustituir el de Meinicke con miocardio de toro triturado, desecado y tratado con éter y alcohol, añadiendo una proteína y una resina, necesario para detectar y descartar a los donantes portadores de sífilis. Gracias a sus aportaciones técnicas el servicio fue capaz de procesar y mandar al frente en tres años 9000 litros de sangre,
Sus actividades no se pararon a causa del trabajo rutinario en el Hospital 18, más bien al contrario, en las horas de dormir intentó encontrar una solución al problema de las deficiencias de los sistemas de detección de aviones de la época. Barcelona era bombardeada frecuentemente y durante la noche, las luces antiaéreas intentaban localizar los bombarderos para abatirlos. Diseñó un sistema de localización por sonido. Cuando se lo enseñó al jefe de la DCA (Defensa Antiaérea) de Barcelona que el otro gran problema era, aparte de iluminarlos, abatirlos. Sobre la base de este problema desarrolló un predictor de tiro muy avanzado que fue patentado en 1939, con el eufemístico nombre de «Aparato medidor de velocidades».

## Postguerra
Al acabar la guerra civil, Durán-Jordà se exilia a Gran Bretaña, donde llegó a ser el director de Patología del Hall Childrens Hospital de Mánchester, y su método se esparce por todo el planeta durante la II Guerra Mundial. Benlloch se queda en Barcelona, la decepcionante experiencia de guerra le hizo alejarse de la medicina y decide estudiar Química. Entretanto, finaliza el trabajo sobre dirección de tiro de los cañones antiaéreos iniciado durante la guerra. Fue contactado por los servicios de inteligencia del régimen franquista y "persuadido" de viajar a Madrid para presentar el proyecto a Franco y a Eduardo González-Gallarza por entonces ministro del aire. Durante este periodo desarrolla diferentes patentes derivadas de las penurias de la época. Un sistema para la carbonización del serrín en frío para su utilización en los vehículos de gasógeno, también una patente para la obtención de pasta de madera, para suplir las carencias de esta, así como un nuevo sistema de moldeado "Monobloc" para madera.

## Ósmosis inversa
En 1946 desarrolló las pruebas pioneras en el campo de la ósmosis inversa, realizadas con diferentes tipos de membranas semipermeables. Durante este periodo, también desarrolló patentes relativas a cambiadiscos automáticos, equipos de transfusión de sangre, juguetes electrostáticos y otras patentes menores.

## Energía solar
En respuesta a la crisis energética de 1973, emprende una larga serie de experimentos y patentes en el campo de la energía solar.
Las numerosas patentes al respecto le llevan a conseguir diseñar un sistema autónomo, de bajo coste, capaz de suministrar tanto agua caliente como calefacción y refrigeración además de la posibilidad de producir electricidad. Los sistemas permitían una temperatura de trabajo de 220° aunque podían obtener hasta 1500° y un rendimiento calórico superior al 70 % y un 31 % eléctrico, muy por encima de los sistemas fotovoltaicos y calóricos de la época, e incluso actuales. Dejó pendiente un sistema de transformación directa que prometía mayores rendimientos eléctricos.
Los diseños fueron patentados en muchos países: Reino Unido, Francia, Alemania, Israel, Países Bajos, Italia, Suiza, Estados Unidos, México, Brasil, Australia, República Sudafricana e Irán. Varias empresas mostraron interés en el desarrollo del proyecto, incluyendo Kodak España, Hidroeléctrica Española, Foster Wheeler en Reino Unido, The Scientific Research Foundation de Jerusalén. La estabilización de los precios del mercado energético llevó a que los proyectos quedaran en suspenso. Posteriormente realizó numerosas patentes en el campo de las bajas temperaturas, siempre procurando obtener sistemas de bajo coste y alto rendimiento.

## Otros trabajos
Realizó junto a sus hijos diferentes patentes y desarrollos: Generador de energía, invernaderos climatizados, potabilizador de agua, señuelo perfeccionado y sistema anti-colisión de vehículos, entre otros.

## Física teórica
En sus últimos años desarrolló conjuntamente con su hijo unos trabajos de física teórica, que incluían un nuevo enfoque sobre la gravedad, física cuántica y energía orientados a dar una nueva vía a la unificación de la física teórica.

## Algunas patentes
Algunas de sus patentes son las siguientes:
- 1940.- Aparato medidor de velocidades
- 1941.- Un procedimiento para la obtención en frío de la pasta química de madera
- 1944.- Carbonización en frío del serrín de madera
- 1945.- Sistema "monobloc"
- 1947.- Sistema "monobloc mejorado"
- 1948.- Primer sistema cambiadiscos automático
- 1948.- Patente USA sistema "monobloc" 3088/1948
- 1957.- Juguete electrostático
- 1958.- Equipo de transfusión mejorado
- 1975.- Deshuesador automático
- 1976.- Primer sistema para el aprovechamiento de la energía solar
- 1977-1979 .- varias mejoras para el aprovechamiento de la energía solar
- 1990.- Cargador automático de baterías